# 多米尼克历史
阿拉瓦克人最早居住在多米尼克。14世纪，加勒比人开始定居于此。

## 早期与欧洲人接触
哥伦布发现了此岛，并命名为多米尼克，意大利语的星期日。这一天是他在1493年11月3日，第二次航行加勒比海途中。由于岛上加勒比人的抵抗非常激烈，西班牙一直没有征服此岛。
1635年，法国宣布拥有包括多米尼克的小安的列斯群岛所有权，但是法国并没有在此岛殖民。1660年，法国和英格兰达成一致，多米尼克和圣文森特不被殖民，而留给加勒比人作为中立领土。

## 法国的殖民统治（1715-1763年）
1715年，随着马提尼克北部农民起义，法国在多米尼克建立了一个永久殖民点。

## 英国的殖民统治（1763-1978年）
作为1763年巴黎条约的一部分，多米尼克归为英国统治。1778年美国独立战争期间，在该岛当地法国人主动的合作下，法国成功的入侵了多米尼克。根据1783年的巴黎条约，法国将多米尼克归还给英国。法国又在1795年和1805年入侵多米尼克，最终都宣告失败。1805年入侵使得罗索夷为平地。
第一次世界大战结束后，整个加勒比地区的政治意识开始觉醒，这股热潮带动了代议制政府协会的形成。1958年，多米尼克加入英属西印度联邦，不久该联邦即宣告解散。1961年，爱德华·奥利弗勒布朗领导的多米尼克工党成功当选。自联邦解散后，多米尼克于1967年2月27日成为英国的联系邦。

## 独立（1978年至今）
1978年11月3日，多米尼克获得独立，成立多米尼克国。1980年，独裁政府被推翻，改选玛丽·尤金尼亚·查尔斯为总理，从此国家开始兴旺。她是加勒比海国家中的第一个女性总理，在职15年。